# Steindorf am Ossiacher See
Steindorf am Ossiacher See osztrák község Karintia Feldkircheni járásában. 2016 januárjában 3772 lakosa volt.

## Elhelyezkedése

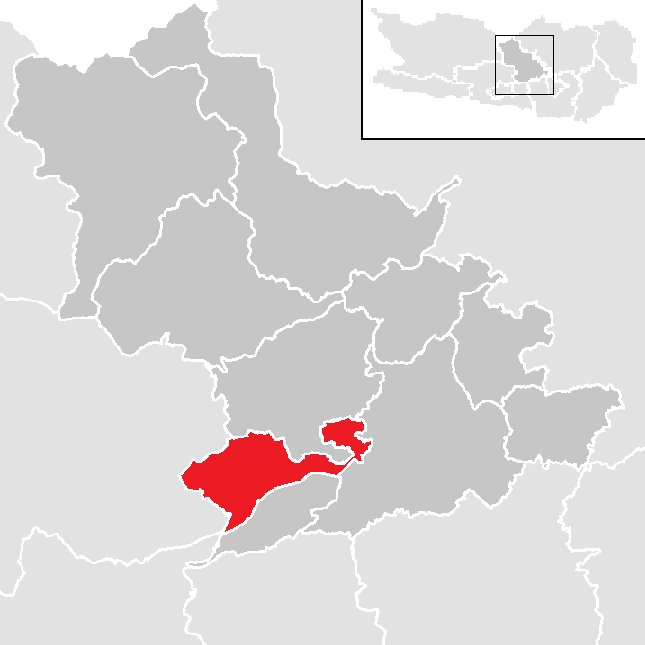
Steindorf am Ossiacher See a Feldkircheni járásban

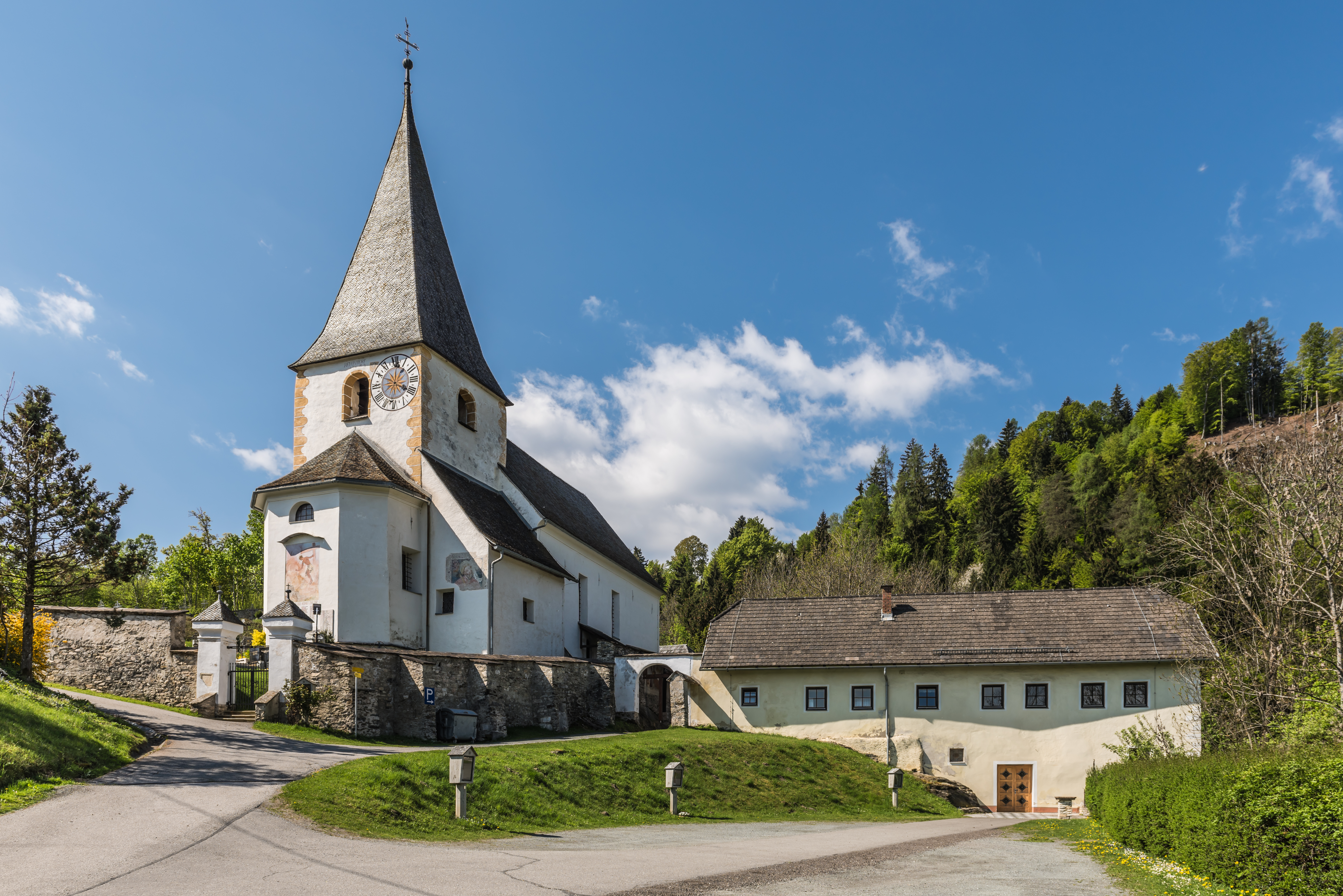
A tiffeni Id. Szt. Jakab-templom

Steindorf am Ossiacher See Karintia középső részén fekszik, az Ossiachi-tó északi partján, kb. 8 km-re nyugatra a járási központ Feldkirchentől. Az önkormányzat négy katasztrális községben 21 falut, településrészt fog össze.
A környező települések: északra Himmelberg, keletre Feldkirchen in Kärnten, délre Ossiach, délnyugatra Villach, nyugatra Treffen am Ossiacher See, északnyugatra Arriach. 

## Története
Az önkormányzat területén Tiffenben már i.e. 500 körül kelták éltek. A római korszakból két Jupiternek szentelt fogadalmi oltár maradt fenn, amelyek ma a feldkircheni Lang-kastély falába vannak beépítve. Tiffen neve először 1050-1065 között, Steindorfé pedig 1263-ban fordul elő elsőként az írott forrásokban. Steindorf templomát 1401-ben emelték, később gótikus stílusban átépítették. 
A régió falvai hagyományosan a mezőgazdaságból éltek; ez 1865-ben kezdett megváltozni, amikor az Ossiachi-tavat érintő Rudolfsbahn vasútvonalán megérkeztek az első turisták. 
Steindorf önkormányzata 1850-ben alakult meg. Jókora területéből 1894-ben kivált négy katasztrális község és létrehozták Glanhofen (később Ossiach) önkormányzatát. 1986-ban neve Steindorf am Ossiacher See-re módosult. 

## Lakossága
A steindorfi önkormányzat területén 2016 januárjában 3772 fő élt, ami gyarapodást jelent a 2001-es 3583 lakoshoz képest. Akkor a helybeliek 95,6%-a volt osztrák, 1,5% német, 1% boszniai állampolgár. 61,9% római katolikusnak, 28,9% evangélikusnak, 0,8% ortodox kereszténynek, 0,5% muszlimnak, 5,4% pedig felekezet nélkülinek vallotta magát. 

## Látnivalók

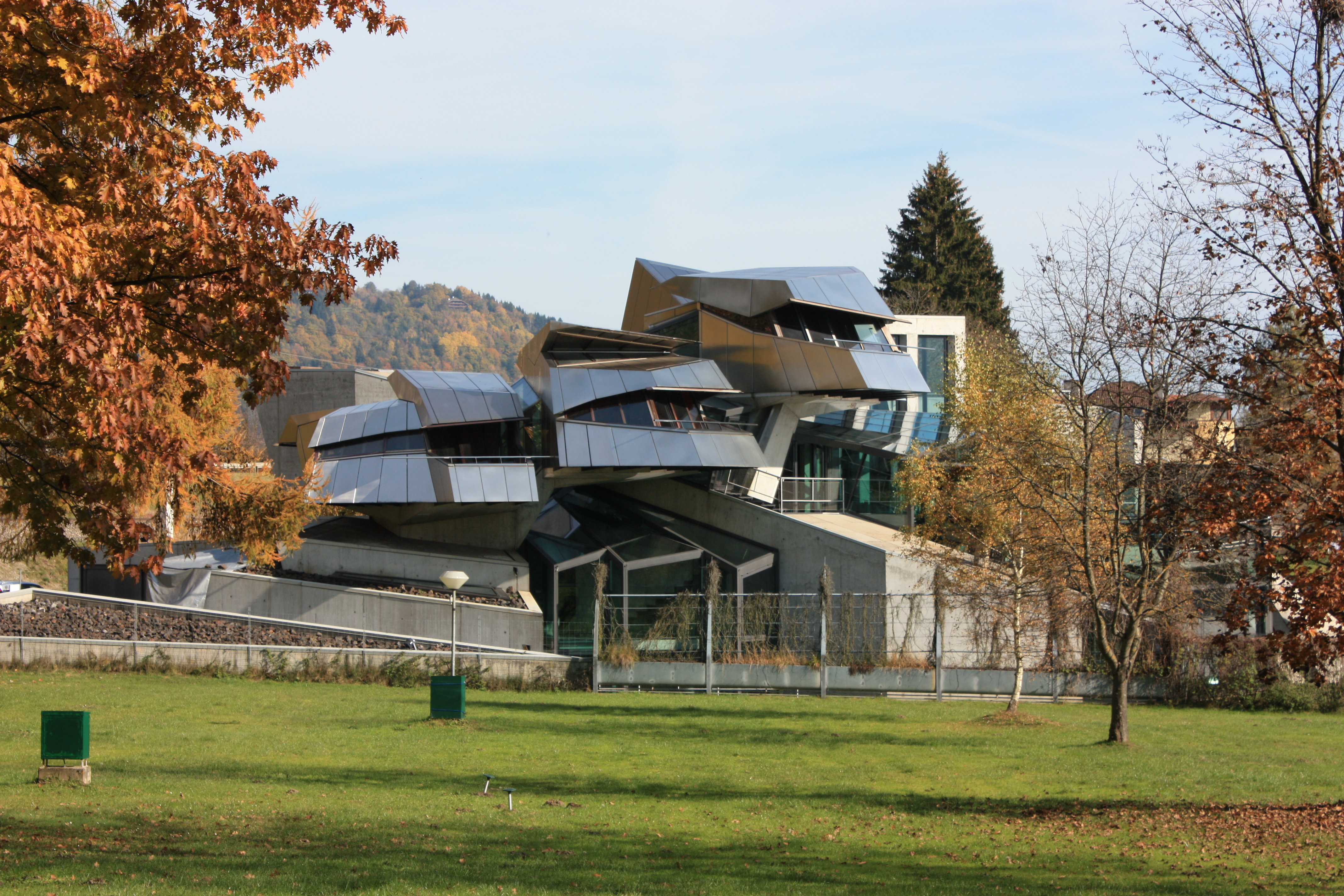
A Steinhaus

- a Günther Domenig által tervezett modern Steinhaus
- a bodensdorfi Szt. József-templom
- a tiffeni Idősebb Szt. Jakab-templom
- a tiffeni Szt. Margit-templom
- Switbert Lobisser festőművész szülőháza Tiffenben
- a tschörani evangélikus templom
- a 700 hektáros Bleistatti-láp (Bleistätter Moor) természetvédelmi terület
- az Orbán-szökőkút (Urbanibrunnen) Sankt Urban-ban

## Híres steindorfiak
- Switbert Lobisser (1878–1943) festő
- Lilian Faschinger (1950–) író

## Fordítás
- Ez a szócikk részben vagy egészben  a   Steindorf am Ossiacher See című német Wikipédia-szócikk ezen változatának fordításán alapul.  Az eredeti cikk szerkesztőit annak laptörténete sorolja fel. Ez a jelzés csupán a megfogalmazás eredetét és a szerzői jogokat jelzi, nem szolgál a cikkben szereplő információk forrásmegjelöléseként.